# Васильєв Дмитро Миколайович
Дмитро Миколайович Васильєв (нар. 1919, СРСР — пом. 5 січня 1984) — радянський футболіст, що виступав за такі команди: «Динамо» (Харків)», «Динамо» (Київ) та «Локомотив» (Харків).

## Життєпис
Народився у 1919-у році. Першою командою стало харківське «Динамо», кольори якого Васильєв захищав з 1939 по 1940 роки, провівши 10 ігор та відзначившись одним забитим м'ячем. Унаслідок військових дій Другої світової війни всі спортивні змагання були припинені. У 1944-у році Дмитро Миколайович приєднується до київського «Динамо», де він провів 37 ігор.
Свою футбольну кар'єру закінчив у «Локомотиві» (Харків), за який він відіграв 114 матчів та забив 2 голи.
Усього за кар'єру провів 161 ліговий матч (4 голи), у тому числі в класі «А» — 91 матч (1 гол). У кубку СРСР — 7 ігор.
5 січня 1984 помер.
Статистика виступів у чемпіонатах СРСР:
| Сезон        | Команда       | Ліга         | І  | Г |
| ------------ | ------------- | ------------ | -- | - |
| 1939         | «Динамо» Х    | Д-2          | 2  | 1 |
| 1940         | «Динамо» Х    | Д-2          | 8  | 0 |
| 1945         | «Динамо» К    | Д-1          | 16 | 0 |
| 1946         | «Динамо» К    | Д-1          | 18 | 0 |
| 1947         | «Динамо» К    | Д-1          | 5  | 1 |
| 1947         | «Локомотив» Х | Д-2          | 9  | 0 |
| 1948         | «Локомотив» Х | Д-2          | 21 | 0 |
| 1949         | «Локомотив» Х | Д-1          | 31 | 0 |
| 1950         | «Локомотив» Х | Д-1          | 21 | 0 |
| 1951         | «Локомотив» Х | Д-2          | 23 | 1 |
| 1952         | «Локомотив» Х | Д-2          | 9  | 1 |
| Усього в Д-1 | Усього в Д-1  | Усього в Д-1 | 91 | 1 |